# دانشگاه فدرال آ بی سی
دانشگاه فدرال آ بی سی (پرتغالی: Universidade Federal do ABC , UFABC) یک مؤسسه آموزش عالی دولتی فدرال در برزیل است که در سانتو آندره و سائو برناردو دو کامپو، شهرداری‌های متعلق به منطقه آ بی سی، در ایالت سائوپائولو مستقر می‌باشد.
رئیس کمیته ای که پیشنهاد دانشگاه را تنظیم کرد، لوئیز بیویلاکوا بود که دومین رئیس دانشگاه شد.